# Şehzade Kasim (figlio di Ahmed I)
Şehzade Kasim (turco ottomano: شهزاده قاسم; Costantinopoli, 1614 – Costantinopoli, 17 febbraio 1638) fu un principe ottomano, figlio del sultano Ahmed I e dell'Haseki Kösem Sultan. Era fratellastro di Osman II e fratello di Murad IV e Ibrahim I.

## Biografia
Şehzade Kasim nacque nel 1614, a Costantinopoli, nel Palazzo Topkapi. Suo padre era il sultano ottomano Ahmed I, sua madre l'Haseki Kösem Sultan. Aveva numerosi fratelli e sorelle, sia di sangue che paterni. 
Dopo la morte di suo padre nel 1617 sua madre e le sue sorelle vennero esiliate nel Palazzo Vecchio, mentre lui e i suoi fratelli vennero affidati alle cure prima alla Valide Halime Sultan e poi alla Daye Hatun (balia) dell'harem, rispettivamente durante i regni di suo zio Mustafa I e suo fratellastro Osman II. 
Con l'ascesa al trono di suo fratello maggiore Murad IV, nel 1623, venne per lo più rinchiuso nei Kafes fino alla morte. Durante tutto questo periodo, Kasim protesse suo fratello minore Ibrahim, di indole più debole, cercando di non attirare su di lui le attenzioni di Murad, soprattutto dopo il 1635, quando Şehzade Süleyman, Şehzade Selim e Şehzade Bayezid vennero giustiziati durante le celebrazioni per la vittoria di Erevan. Questo fece di Kasim l'erede apparente al trono ottomano.  

## Morte
Malgrado avesse cercato in ogni modo di non attirare i sospetti di Murad,  Şehzade Kasim fu da lui giustiziato il 17 febbraio 1638, prima della sua partenza per la campagna di Baghdad. La morte di Kasim lasciò Ibrahim, il figlio più giovane di Kösem e fratello di Murad e Kasim, come unico possibile erede, dal momento che nessuno dei figli di Murad superò l'infanzia.  
Venne sepolto nella türbe di Murad III, nella moschea Hagia Sofia.  
L'esecuzione di Kasim fu l'ultimo caso di fraticidio nella dinastia ottomana, dopodiché la Legge del Fraticidio cadde in disuso e venne sostituita definitivamente dall'anzianità agnatizia come legge di successione.   

## Cultura popolare
Nella serie TV storica turca Il secolo magnifico: Kösem, Şehzade Kasim è interpretato dagli attori Eymen Kaan (bambino) e Doğaç Yıldız (adolescente).